# Cvetko Savković
Cvetko ou Cvajko Savković est un footballeur yougoslave et monténégrin né le 22 avril 1943 à Podgorica (Monténégro). Il a évolué comme arrière central au SC Bastia. Il a été finaliste de la Coupe de France avec ce club en 1972. 1,80 m pour 78 kg.

## Carrière de joueur
- 1970-1971: FK Borac Banja Luka
- 1971-1973: SC Bastia

## Palmarès
- Finaliste de la Coupe de France 1972 avec le SC Bastia